# AfroBasket 2015
El AfroBasket 2015 fue el certamen continental que sirvió para clasificar un equipo a los Juegos Olímpicos de Río 2016. Además, tres equipos clasificaron al Torneo Preolímpico FIBA 2016.
Comenzó el 19 de agosto en la ciudad de Radès, la sede de la competencia, en Túnez, país que ya albergó el torneo en dos ocasiones, 1968 y 1987.
El 30 de agosto se disputó el último partido del torneo, donde Nigeria derrotó a Angola y así logró su primer título en esta competencia y la clasificación a los Juegos Olímpicos. Junto con Angola, Túnez, que terminó tercera, y Senegal, que terminó cuarta, clasificaron al Torneo Preolímpico.

## Sede
Inicialmente, el torneo iba a celebrarse en las ciudades de Nabeul y Hammamet.  Sin embargo, debido al Atentado de Susa en junio, acabó celebrándose en Radès, a las afueras de Túnez. 
| Túnez                           |
| Túnez                           |
| Pabellón Polideportivo de Radés |
| Capacidad: 17 000               |
|                                 |

## Equipos clasificados
| Competición     | Fecha | Sede | Plazas | Equipos clasificados                                                                              |
| --------------- | ----- | ---- | ------ | ------------------------------------------------------------------------------------------------- |
| País anfitrión  | –     | –    | 1      | Túnez                                                                                             |
| Vigente campeón | –     | –    | 1      | Angola                                                                                            |
| Clasificatorias | –     | –    | 12     | Camerún Cabo Verde Egipto Gabón Costa de Marfil Malí Marruecos Mozambique Nigeria Uganda Zimbabue |
| Invitaciones    | –     | –    | 3      | Argelia República Centroafricana Senegal                                                          |

## Formato de competencia
Los dieciséis participantes se dividen en cuatro grupos, donde todos los equipos avanzan a la siguiente fase.
Los grupos quedaron divididos de la siguiente forma.
| Grupo A                  | Grupo B    | Grupo C | Grupo D         |
| ------------------------ | ---------- | ------- | --------------- |
| Nigeria                  | Angola     | Camerún | Argelia         |
| República Centroafricana | Marruecos  | Egipto  | Cabo Verde      |
| Túnez (H)                | Mozambique | Gabón   | Costa de Marfil |
| Uganda                   | Senegal    | Malí    | Zimbabue        |

El ganador del certamen obtiene un pasaje a los Juegos Olímpicos, mientras que el segundo, el tercero y el cuarto avanzan al Torneo Preolímpico de FIBA.

### Calendario
| AyC | Primera ronda, grupos A y C | ByD | Segunda ronda, grupos B y D | SF | Eliminatorias | F | Tercer puesto y final |

| Agosto   | Agosto | 19 Mié | 20 Jue | 21 Vie | 22 Sáb | 23 Dom | 24 Lun | 25 Mar | 26 Mie | 27 Jue | 28 Vie | 29 Jue | 30 Vie |
| -------- | ------ | ------ | ------ | ------ | ------ | ------ | ------ | ------ | ------ | ------ | ------ | ------ | ------ |
| Certamen |        |        |        |        |        |        |        |        |        |        |        |        |        |

## Primera ronda
Los horarios corresponden al huso horario de Túnez, UTC+1.

### Grupo A
| Equipo                   | Pts | PG | PP | PF  | PC  | Dif |
| ------------------------ | --- | -- | -- | --- | --- | --- |
| Túnez                    | 6   | 3  | 0  | 215 | 166 | 49  |
| Nigeria                  | 5   | 2  | 1  | 245 | 192 | 53  |
| República Centroafricana | 4   | 1  | 2  | 175 | 212 | -37 |
| Uganda                   | 3   | 0  | 3  | 170 | 235 | -65 |

| 19 de agosto | Nigeria                                                | 88–63                                         | República Centroafricana                                           |                                                                       |  |
| 15:00        | Parciales: 16 - 12, 33 - 23, 20 - 12, 19 - 16          | Parciales: 16 - 12, 33 - 23, 20 - 12, 19 - 16 | Parciales: 16 - 12, 33 - 23, 20 - 12, 19 - 16                      |                                                                       |  |
|              | Estadísticas A. Aminu 15 Shane Lawal 14 Michael Umeh 4 | Pts Reb Asts                                  | Estadísticas 15 Destin Damachoua 5 Max Kouguere 4 Jimmy Djimrabaye | Árbitros: Joseph Bissang Kouadio Mathurin N'guessan Sofiane Si Youcef |  |

| 19 de agosto | Túnez                                                             | 77–55                                         | Uganda                                        |                                                       |  |
| 21:00        | Parciales: 24 - 18, 14 - 10, 20 - 16, 19 - 11                     | Parciales: 24 - 18, 14 - 10, 20 - 16, 19 - 11 | Parciales: 24 - 18, 14 - 10, 20 - 16, 19 - 11 |                                                       |  |
|              | Estadísticas Makrem Ben Romdhane 24 Salah Mejri 10 Michael Roll 5 | Pts Reb Asts                                  |                                               | Árbitros: Damir Javor Sameh Estafanous Youssouf Maiga |  |

| 21 de agosto | Uganda                                        | 59–98                                         | Nigeria                                       |                                                             |
| 16:00        | Parciales: 16 - 27, 14 - 21, 11 - 32, 18 - 18 | Parciales: 16 - 27, 14 - 21, 11 - 32, 18 - 18 | Parciales: 16 - 27, 14 - 21, 11 - 32, 18 - 18 |                                                             |
|              |                                               |                                               |                                               | Árbitros: Youssouf Maiga Arnaud Kom Njilo Sofiane Si Youcef |

| 21 de agosto | Túnez                                        | 68–52                                        | República Centroafricana                     |                                                                                      |
| 21:00        | Parciales: 14 - 9, 16 - 10, 19 - 16, 19 - 17 | Parciales: 14 - 9, 16 - 10, 19 - 16, 19 - 17 | Parciales: 14 - 9, 16 - 10, 19 - 16, 19 - 17 |                                                                                      |
|              |                                              |                                              |                                              | Árbitros: Miguel Pérez Pérez Marie Michel Leslie Cherubin Kouadio Mathurin N'guessan |

| 23 de agosto | República Centroafricana                     | 60–56                                        | Uganda                                       |                                                                 |  |
| 16:00        | Parciales: 20 - 16, 8 - 16, 11 - 11, 21 - 13 | Parciales: 20 - 16, 8 - 16, 11 - 11, 21 - 13 | Parciales: 20 - 16, 8 - 16, 11 - 11, 21 - 13 |                                                                 |  |
|              | Estadísticas Destin Damachoua 14             | Pts                                          | Estadísticas 15 Brandon Sebirumbi            | Árbitros: Paulo Renato Martinho Youssouf Maiga Sameh Estafanous |  |

| 23 de agosto | Nigeria                                       | 59–70                                         | Túnez                                         |                                                          |  |
| 21:00        | Parciales: 13 - 22, 17 - 17, 12 - 20, 17 - 11 | Parciales: 13 - 22, 17 - 17, 12 - 20, 17 - 11 | Parciales: 13 - 22, 17 - 17, 12 - 20, 17 - 11 |                                                          |  |
|              |                                               |                                               | Estadísticas 24 Salah Mejri                   | Árbitros: Joseph Bissang Damir Javor Tonton Banza Kalume |  |

### Grupo B
| Equipo     | Pts | PG | PP | PF  | PC  | Dif |
| ---------- | --- | -- | -- | --- | --- | --- |
| Senegal    | 6   | 3  | 0  | 237 | 220 | 17  |
| Angola     | 5   | 2  | 1  | 225 | 213 | 12  |
| Mozambique | 4   | 1  | 2  | 233 | 252 | -19 |
| Marruecos  | 3   | 0  | 3  | 220 | 230 | -10 |

| 20 de agosto | Angola                                        | 84–72                                         | Mozambique                                    |                                                                    |
| 16:00        | Parciales: 15 - 20, 24 - 17, 27 - 17, 21 - 14 | Parciales: 15 - 20, 24 - 17, 27 - 17, 21 - 14 | Parciales: 15 - 20, 24 - 17, 27 - 17, 21 - 14 |                                                                    |
|              |                                               |                                               |                                               | Árbitros: Joseph Bissang Paulo Renato Martinho Didier Shema-Maboko |

| 20 de agosto | Senegal                                       | 77–71                                         | Marruecos                                     |                                                            |
| 21:00        | Parciales: 17 - 10, 17 - 24, 24 - 17, 19 - 20 | Parciales: 17 - 10, 17 - 24, 24 - 17, 19 - 20 | Parciales: 17 - 10, 17 - 24, 24 - 17, 19 - 20 |                                                            |
|              |                                               |                                               |                                               | Árbitros: Damir Javor Tonton Banza Kalume Arnaud Kom Njilo |

| 22 de agosto | Mozambique                                    | 76–86                                         | Senegal                                       |                                                                    |
| 16:00        | Parciales: 16 - 27, 17 - 16, 24 - 21, 19 - 22 | Parciales: 16 - 27, 17 - 16, 24 - 21, 19 - 22 | Parciales: 16 - 27, 17 - 16, 24 - 21, 19 - 22 |                                                                    |
|              |                                               |                                               |                                               | Árbitros: Sofiane Si Youcef Paulo Renato Martinho Sameh Estafanous |

| 22 de agosto | Angola                                        | 68–67                                         | Marruecos                                     |                                                                           |
| 21:00        | Parciales: 15 - 23, 18 - 12, 17 - 20, 18 - 12 | Parciales: 15 - 23, 18 - 12, 17 - 20, 18 - 12 | Parciales: 15 - 23, 18 - 12, 17 - 20, 18 - 12 |                                                                           |
|              |                                               |                                               |                                               | Árbitros: Kouadio Mathurin N'guessan Didier Shema-Maboko Arnaud Kom Njilo |

| 24 de agosto | Marruecos                                     | 82–85                                         | Mozambique                                    |                                                                                       |
| 16:00        | Parciales: 29 - 19, 21 - 23, 10 - 16, 22 - 27 | Parciales: 29 - 19, 21 - 23, 10 - 16, 22 - 27 | Parciales: 29 - 19, 21 - 23, 10 - 16, 22 - 27 |                                                                                       |
|              |                                               |                                               |                                               | Árbitros: Kouadio Mathurin N'guessan Tonton Banza Kalume Marie Michel Leslie Cherubin |

| 24 de agosto | Senegal                                       | 74–73                                         | Angola                                        |                                                               |
| 21:00        | Parciales: 14 - 18, 23 - 15, 13 - 26, 24 - 14 | Parciales: 14 - 18, 23 - 15, 13 - 26, 24 - 14 | Parciales: 14 - 18, 23 - 15, 13 - 26, 24 - 14 |                                                               |
|              |                                               |                                               |                                               | Árbitros: Arnaud Kom Njilo Sofiane Si Youcef Sameh Estafanous |

### Grupo C
| Equipo  | Pts | PG | PP | PF  | PC  | Dif |
| ------- | --- | -- | -- | --- | --- | --- |
| Egipto  | 6   | 3  | 0  | 234 | 175 | 59  |
| Camerún | 5   | 2  | 1  | 240 | 206 | 34  |
| Malí    | 4   | 1  | 2  | 183 | 179 | 4   |
| Gabón   | 3   | 0  | 3  | 170 | 267 | -97 |

| 19 de agosto | Egipto                                       | 96–46                                        | Gabón                                        |                                                       |
| 12:30        | Parciales: 16 - 15, 39 - 3, 24 - 17, 17 - 14 | Parciales: 16 - 15, 39 - 3, 24 - 17, 17 - 14 | Parciales: 16 - 15, 39 - 3, 24 - 17, 17 - 14 |                                                       |
|              |                                              |                                              |                                              | Árbitros: Haykel Ksontini Abreu Muhimua Babacar Gueye |

| 19 de agosto | Malí                                         | 56–70                                        | Camerún                                      |                                                         |
| 17:30        | Parciales: 18 - 11, 10 - 14, 20 - 28, 8 - 17 | Parciales: 18 - 11, 10 - 14, 20 - 28, 8 - 17 | Parciales: 18 - 11, 10 - 14, 20 - 28, 8 - 17 |                                                         |
|              |                                              |                                              |                                              | Árbitros: Miguel Pérez Pérez Carlos Julio Samir Abaakil |

| 21 de agosto | Gabón                                       | 54–78                                       | Malí                                        |                                                          |
| 13:30        | Parciales: 20 - 16, 8 - 26, 5 - 18, 21 - 18 | Parciales: 20 - 16, 8 - 26, 5 - 18, 21 - 18 | Parciales: 20 - 16, 8 - 26, 5 - 18, 21 - 18 |                                                          |
|              |                                             |                                             |                                             | Árbitros: Chlif Abdellilah Haykel Ksontini Naftal Chongo |

| 21 de agosto | Egipto                                        | 83–77                                         | Camerún                                       |                                                  |
| 18:30        | Parciales: 22 - 14, 19 - 27, 25 - 21, 17 - 15 | Parciales: 22 - 14, 19 - 27, 25 - 21, 17 - 15 | Parciales: 22 - 14, 19 - 27, 25 - 21, 17 - 15 |                                                  |
|              |                                               |                                               |                                               | Árbitros: Damir Javor Abreu Muhimua Carlos Julio |

| 23 de agosto | Camerún                                       | 93–67                                         | Gabón                                         |                                                              |
| 13:30        | Parciales: 15 - 10, 20 - 20, 23 - 22, 35 - 15 | Parciales: 15 - 10, 20 - 20, 23 - 22, 35 - 15 | Parciales: 15 - 10, 20 - 20, 23 - 22, 35 - 15 |                                                              |
|              |                                               |                                               |                                               | Árbitros: Chlif Abdellilah Babacar Gueye Didier Shema-Maboko |

| 23 de agosto | Malí                                          | 49–55                                         | Egipto                                        |                                                         |
| 18:30        | Parciales: 10 - 17, 10 - 11, 11 - 10, 18 - 17 | Parciales: 10 - 17, 10 - 11, 11 - 10, 18 - 17 | Parciales: 10 - 17, 10 - 11, 11 - 10, 18 - 17 |                                                         |
|              |                                               |                                               |                                               | Árbitros: Miguel Pérez Pérez Carlos Julio Naftal Chongo |

### Grupo D
| Equipo          | Pts | PG | PP | PF  | PC  | Dif |
| --------------- | --- | -- | -- | --- | --- | --- |
| Cabo Verde      | 6   | 3  | 0  | 230 | 190 | 40  |
| Costa de Marfil | 5   | 2  | 1  | 201 | 202 | -1  |
| Argelia         | 4   | 1  | 2  | 230 | 226 | 4   |
| Zimbabue        | 3   | 0  | 3  | 184 | 227 | -43 |

| 20 de agosto | Costa de Marfil                               | 56–76                                         | Cabo Verde                                    |                                                                                    |
| 13:30        | Parciales: 11 - 24, 11 - 23, 17 - 17, 17 - 12 | Parciales: 11 - 24, 11 - 23, 17 - 17, 17 - 12 | Parciales: 11 - 24, 11 - 23, 17 - 17, 17 - 12 |                                                                                    |
|              |                                               |                                               |                                               | Árbitros: Chlif Abdellilah Marie Michel Leslie Cherubin Sami Ben Mokhtar Belgharek |

| 20 de agosto | Argelia                                       | 87–67                                         | Zimbabue                                      |                                                                       |
| 18:30        | Parciales: 15 - 20, 24 - 17, 27 - 17, 21 - 13 | Parciales: 15 - 20, 24 - 17, 27 - 17, 21 - 13 | Parciales: 15 - 20, 24 - 17, 27 - 17, 21 - 13 |                                                                       |
|              |                                               |                                               |                                               | Árbitros: Miguel Pérez Pérez Naftal Chongo Babatunde Akinbode Popoola |

| 22 de agosto | Costa de Marfil                               | 64–52                                         | Zimbabue                                      |                                                                        |
| 13:30        | Parciales: 14 - 11, 18 - 11, 16 - 19, 16 - 11 | Parciales: 14 - 11, 18 - 11, 16 - 19, 16 - 11 | Parciales: 14 - 11, 18 - 11, 16 - 19, 16 - 11 |                                                                        |
|              |                                               |                                               |                                               | Árbitros: Samir Abaakil Tonton Banza Kalume Babatunde Akinbode Popoola |

| 22 de agosto | Cabo Verde                                    | 78–69                                         | Argelia                                       |                                                                   |
| 18:30        | Parciales: 20 - 19, 30 - 12, 15 - 17, 13 - 21 | Parciales: 20 - 19, 30 - 12, 15 - 17, 13 - 21 | Parciales: 20 - 19, 30 - 12, 15 - 17, 13 - 21 |                                                                   |
|              |                                               |                                               |                                               | Árbitros: Joseph Bissang Sami Ben Mokhtar Belgharek Babacar Gueye |

| 24 de agosto | Zimbabue                                      | 65–76                                         | Cabo Verde                                    |                                                                               |
| 13:30        | Parciales: 18 - 22, 18 - 16, 16 - 24, 13 - 14 | Parciales: 18 - 22, 18 - 16, 16 - 24, 13 - 14 | Parciales: 18 - 22, 18 - 16, 16 - 24, 13 - 14 |                                                                               |
|              |                                               |                                               |                                               | Árbitros: Samir Abaakil Babatunde Akinbode Popoola Sami Ben Mokhtar Belgharek |

| 24 de agosto | Argelia                                       | 74–81                                         | Costa de Marfil                               |                                                       |
| 18:30        | Parciales: 24 - 19, 18 - 18, 18 - 16, 14 - 28 | Parciales: 24 - 19, 18 - 18, 18 - 16, 14 - 28 | Parciales: 24 - 19, 18 - 18, 18 - 16, 14 - 28 |                                                       |
|              |                                               |                                               |                                               | Árbitros: Abreu Muhimua Haykel Ksontini Naftal Chongo |

## Segunda ronda
|  | Octavos de final         | Octavos de final  |         |         | Cuartos de final | Cuartos de final |  |         | Semifinales  | Semifinales  |       |              | Final        | Final        |  |
|  | 25 y 26 de agosto        | 25 y 26 de agosto |         |         | 27 de agosto     | 27 de agosto     |  |         | 29 de agosto | 29 de agosto |       |              | 30 de agosto | 30 de agosto |  |
|  |                          |                   |         |         |                  |                  |  |         |              |              |       |              |              |              |  |
|  |                          |                   |         |         |                  |                  |  |         |              |              |       |              |              |              |  |
|  | Túnez                    | 69                |         |         |                  |                  |  |         |              |              |       |              |              |              |  |
|  | Túnez                    | 69                |         |         |                  |                  |  |         |              |              |       |              |              |              |  |
|  | Marruecos                | 68                |         |         |                  |                  |  |         |              |              |       |              |              |              |  |
|  | Marruecos                | 68                |         | Túnez   | 67               |                  |  |         |              |              |       |              |              |              |  |
|  |                          |                   |         | Túnez   | 67               |                  |  |         |              |              |       |              |              |              |  |
|  |                          |                   | Malí    | 60      |                  |                  |  |         |              |              |       |              |              |              |  |
|  | Costa de Marfil          | 57                | Malí    | 60      |                  |                  |  |         |              |              |       |              |              |              |  |
|  | Costa de Marfil          | 57                |         |         |                  |                  |  |         |              |              |       |              |              |              |  |
|  | Malí                     | 76                |         |         |                  |                  |  |         |              |              |       |              |              |              |  |
|  | Malí                     | 76                |         |         |                  |                  |  | Túnez   | 51           |              |       |              |              |              |  |
|  |                          |                   |         |         |                  |                  |  | Túnez   | 51           |              |       |              |              |              |  |
|  |                          |                   | Angola  | 58      |                  |                  |  |         |              |              |       |              |              |              |  |
|  | Egipto                   | 102               | Angola  | 58      |                  |                  |  |         |              |              |       |              |              |              |  |
|  | Egipto                   | 102               |         |         |                  |                  |  |         |              |              |       |              |              |              |  |
|  | Zimbabue                 | 62                |         |         |                  |                  |  |         |              |              |       |              |              |              |  |
|  | Zimbabue                 | 62                |         | Egipto  | 63               |                  |  |         |              |              |       |              |              |              |  |
|  |                          |                   |         | Egipto  | 63               |                  |  |         |              |              |       |              |              |              |  |
|  |                          |                   | Angola  | 83      |                  |                  |  |         |              |              |       |              |              |              |  |
|  | Angola                   | 62                | Angola  | 83      |                  |                  |  |         |              |              |       |              |              |              |  |
|  | Angola                   | 62                |         |         |                  |                  |  |         |              |              |       |              |              |              |  |
|  | República Centroafricana | 61                |         |         |                  |                  |  |         |              |              |       |              |              |              |  |
|  | República Centroafricana | 61                |         |         |                  |                  |  |         |              |              |       | Angola       | 65           |              |  |
|  |                          |                   |         |         |                  |                  |  |         |              |              |       | Angola       | 65           |              |  |
|  |                          |                   | Nigeria | 74      |                  |                  |  |         |              |              |       |              |              |              |  |
|  | Senegal                  | 79                | Nigeria | 74      |                  |                  |  |         |              |              |       |              |              |              |  |
|  | Senegal                  | 79                |         |         |                  |                  |  |         |              |              |       |              |              |              |  |
|  | Uganda                   | 48                |         |         |                  |                  |  |         |              |              |       |              |              |              |  |
|  | Uganda                   | 48                |         | Senegal | 75               |                  |  |         |              |              |       |              |              |              |  |
|  |                          |                   |         | Senegal | 75               |                  |  |         |              |              |       |              |              |              |  |
|  |                          |                   | Argelia | 58      |                  |                  |  |         |              |              |       |              |              |              |  |
|  | Camerún                  | 71                | Argelia | 58      |                  |                  |  |         |              |              |       |              |              |              |  |
|  | Camerún                  | 71                |         |         |                  |                  |  |         |              |              |       |              |              |              |  |
|  | Argelia                  | 73                |         |         |                  |                  |  |         |              |              |       |              |              |              |  |
|  | Argelia                  | 73                |         |         |                  |                  |  | Senegal | 79           |              |       |              |              |              |  |
|  |                          |                   |         |         |                  |                  |  | Senegal | 79           |              |       |              |              |              |  |
|  |                          |                   | Nigeria | 88      |                  |                  |  |         |              |              |       |              |              |              |  |
|  | Cabo Verde               | 67                | Nigeria | 88      |                  |                  |  |         |              |              |       |              |              |              |  |
|  | Cabo Verde               | 67                |         |         |                  |                  |  |         |              |              |       |              |              |              |  |
|  | Gabón                    | 77                |         |         |                  |                  |  |         |              |              |       |              |              |              |  |
|  | Gabón                    | 77                |         | Gabón   | 64               |                  |  |         |              |              |       | Tercer lugar | Tercer lugar |              |  |
|  |                          |                   |         | Gabón   | 64               |                  |  |         |              |              |       | Tercer lugar | Tercer lugar |              |  |
|  |                          |                   | Nigeria | 88      |                  |                  |  |         |              |              |       |              |              |              |  |
|  | Nigeria                  | 83                | Nigeria | 88      |                  |                  |  |         |              |              | Túnez | 82           |              |              |  |
|  | Nigeria                  | 83                |         |         |                  |                  |  |         |              |              | Túnez | 82           |              |              |  |
|  | Mozambique               | 47                |         |         |                  |                  |  |         |              |              |       |              | Senegal      | 73           |  |
|  | Mozambique               | 47                |         |         |                  |                  |  |         |              |              |       |              | Senegal      | 73           |  |
|  |                          |                   |         |         |                  |                  |  |         |              |              |       |              |              |              |  |

|  | Eliminatoria del 5º al 8º | Eliminatoria del 5º al 8º |         |        | Partido por el 5º lugar | Partido por el 5º lugar |  |
|  | 28 de agosto              | 28 de agosto              |         |        | 29 de agosto            | 29 de agosto            |  |
|  |                           |                           |         |        |                         |                         |  |
|  |                           |                           |         |        |                         |                         |  |
|  | Malí                      | 51                        |         |        |                         |                         |  |
|  | Malí                      | 51                        |         |        |                         |                         |  |
|  | Egipto                    | 74                        |         |        |                         |                         |  |
|  | Egipto                    | 74                        |         | Egipto | 69                      |                         |  |
|  |                           |                           |         | Egipto | 69                      |                         |  |
|  |                           |                           | Argelia | 63     |                         |                         |  |
|  | Argelia                   | 84                        | Argelia | 63     |                         |                         |  |
|  | Argelia                   | 84                        |         |        |                         |                         |  |
|  | Gabón                     | 76                        |         |        | Partido por el 7º lugar | Partido por el 7º lugar |  |
|  | Gabón                     | 76                        |         |        | Partido por el 7º lugar | Partido por el 7º lugar |  |
|  |                           |                           |         |        |                         |                         |  |
|  |                           |                           |         |        | Malí                    | 94                      |  |
|  |                           |                           |         |        | Malí                    | 94                      |  |
|  |                           |                           |         |        | Gabón                   | 82                      |  |
|  |                           |                           |         |        | Gabón                   | 82                      |  |
|  |                           |                           |         |        |                         |                         |  |

Los horarios corresponden al huso horario de Túnez, UTC+1.

### Octavos de final
| 25 de agosto, 21:00 | Túnez                                                       | 69–68 | Marruecos |                                                           |
|                     | Parciales: 17 - 12, 14 - 11, 16 - 24, 9 - 9 (T.E.: 13 - 12) |       |           |                                                           |
|                     |                                                             |       |           | Árbitros: Miguel Pérez Pérez Joseph Bissang Naftal Chongo |

| 25 de agosto, 18:30 | Costa de Marfil                              | 57–76 | Malí |                                                           |
|                     | Parciales: 6 - 22, 10 - 22, 17 - 13, 24 - 19 |       |      |                                                           |
|                     |                                              |       |      | Árbitros: Abreu Muhimua Babacar Gueye Didier Shema-Maboko |

| 25 de agosto, 13:30 | Egipto                                        | 102–62 | Zimbabue |                                                             |
|                     | Parciales: 23 - 12, 26 - 17, 22 - 11, 31 - 22 |        |          |                                                             |
|                     |                                               |        |          | Árbitros: Paulo Martinho Arnaud Kom Njilo Sofiane Si Youcef |

| 25 de agosto, 16:00 | Angola                                        | 62–61 | República Centroafricana |                                                             |
|                     | Parciales: 15 - 18, 15 - 11, 22 - 21, 10 - 11 |       |                          |                                                             |
|                     |                                               |       |                          | Árbitros: Damir Javor Babatunde Popoola Tonton Banza Kalume |

| 26 de agosto, 13:30 | Senegal                                      | 79–48 | Uganda |                                                          |
|                     | Parciales: 16 - 13, 20 - 9, 23 - 16, 20 - 10 |       |        |                                                          |
|                     |                                              |       |        | Árbitros: Chlif Abdellilah Sami Belgharek Youssouf Maiga |

| 26 de agosto, 21:00 | Camerún                                       | 71–73 | Argelia |                                                          |
|                     | Parciales: 19 - 19, 15 - 15, 21 - 21, 16 - 18 |       |         |                                                          |
|                     |                                               |       |         | Árbitros: Damir Javor Mathurin N'guessan Cherubin Leslie |

| 26 de agosto, 16:00 | Cabo Verde                                   | 67–77 | Gabón |                                                       |
|                     | Parciales: 24 - 20, 17 - 19, 17 - 16, 9 - 22 |       |       |                                                       |
|                     |                                              |       |       | Árbitros: Joseph Bissang Haykel Ksontini Carlos Julio |

| 26 de agosto, 18:30 | Nigeria                                      | 83–47 | Mozambique |                                                             |
|                     | Parciales: 29 - 16, 12 - 8, 20 - 12, 22 - 11 |       |            |                                                             |
|                     |                                              |       |            | Árbitros: Miguel Pérez Pérez Samir Abaakil Sameh Estafanous |

### Cuartos de final
| 27 de agosto, 21:00 | Túnez                                        | 67–60 | Malí |                                                                  |
|                     | Parciales: 18 - 4, 15 - 20, 13 - 11, 21 - 25 |       |      |                                                                  |
|                     |                                              |       |      | Árbitros: Miguel Pérez Pérez Mathurin N'guessan Arnaud Kom Njilo |

| 27 de agosto, 14:00 | Egipto                                        | 63–83 | Angola |                                                    |
|                     | Parciales: 13 - 20, 16 - 23, 17 - 17, 17 - 23 |       |        |                                                    |
|                     |                                               |       |        | Árbitros: Joseph Bissang Damir Javor Samir Abaakil |

| 27 de agosto, 18:30 | Senegal                                      | 75–58 | Argelia |                                                           |
|                     | Parciales: 17 - 12, 20 - 16, 25 - 9, 13 - 21 |       |         |                                                           |
|                     |                                              |       |         | Árbitros: Abreu Mihumua Naftal Chongo Tonton Banza Kalume |

| 27 de agosto, 13:30 | Gabón                                        | 64–88 | Nigeria |                                                               |
|                     | Parciales: 11 - 23, 14 - 26, 9 - 23, 30 - 16 |       |         |                                                               |
|                     |                                              |       |         | Árbitros: Chlif Abdellilah Paulo Martinho Didier Shema-Maboko |

### 15.° puesto
| 27 de agosto, 11:00 | Zimbabue                                      | 64–72 | Uganda |                                                       |
|                     | Parciales: 17 - 20, 12 - 16, 11 - 14, 24 - 22 |       |        |                                                       |
|                     |                                               |       |        | Árbitros: Sami Belgharek Youssouf Maiga Babacar Gueye |

### 13.° puesto
| 28 de agosto, 9:00 | República Centroafricana                      | 74–86 | Marruecos |                                                         |
|                    | Parciales: 20 - 17, 16 - 15, 20 - 28, 18 - 26 |       |           |                                                         |
|                    |                                               |       |           | Árbitros: Carlos Julio Paulo Martinho Babatunde Popoola |

### 11.° puesto
| 28 de agosto, 11:00 | Costa de Marfil                              | 63–70 | Mozambique |                                                            |
|                     | Parciales: 18 - 22, 10 - 6, 15 - 23, 20 - 19 |       |            |                                                            |
|                     |                                              |       |            | Árbitros: Chlif Abdelilah Sami Belgharek Sofiane Si Youcef |

### 9.° puesto
| 28 de agosto, 13:00 | Cabo Verde                                  | 66–88 | Camerún |                                                           |
|                     | Parciales: 30 - 16, 8 - 25, 19 - 24, 9 - 23 |       |         |                                                           |
|                     |                                             |       |         | Árbitros: Haykel Ksontini Sameh Estafanous Youssouf Maiga |

### 5.° al 8.° puesto
Partido previo
| 28 de agosto, 15:00 | Malí                                        | 51–74 | Egipto |                                                           |
|                     | Parciales: 13 - 18, 10 - 8, 7 - 18, 21 - 30 |       |        |                                                           |
|                     |                                             |       |        | Árbitros: Abreu Muhimua Naftal Chongo Didier Shema-Maboko |

| 28 de agosto, 17:00 | Argelia                                       | 84–76 | Gabón |                                                            |
|                     | Parciales: 28 - 13, 22 - 18, 15 - 23, 19 - 22 |       |       |                                                            |
|                     |                                               |       |       | Árbitros: Mathurin N'guessan Babacar Gueye Cherubin Leslie |

7.° puesto
| 29 de agosto, 13:30 | Malí                                          | 94–82 | Gabón |                                                       |
|                     | Parciales: 35 - 31, 23 - 21, 14 - 17, 22 - 13 |       |       |                                                       |
|                     |                                               |       |       | Árbitros: Samir Abaakil Naftal Chongo Cherubin Leslie |

5.° puesto
| 29 de agosto, 16:00 | Egipto                                        | 69–63 | Argelia |                                                    |
|                     | Parciales: 13 - 13, 14 - 17, 19 - 14, 23 - 19 |       |         |                                                    |
|                     |                                               |       |         | Árbitros: Abreu Muhimua Carlos Julio Babacar Gueye |

### Semifinales
| 29 de agosto, 21:00 | Túnez                                      | 51–58 | Angola |                                                          |
|                     | Parciales: 9 - 15, 6 - 9, 17 - 17, 19 - 17 |       |        |                                                          |
|                     |                                            |       |        | Árbitros: Joseph Bissang Damir Javor Tonton Banza Kalume |

| 29 de agosto, 18:30 | Senegal                                                      | 79–88 | Nigeria |                                                                  |
|                     | Parciales: 15 - 17, 22 - 18, 26 - 22, 13 - 19 (T.E.: 3 - 12) |       |         |                                                                  |
|                     |                                                              |       |         | Árbitros: Miguel Pérez Pérez Mathurin N'guessan Sameh Estafanous |

### Tercer puesto
| 30 de agosto, 18:30 | Túnez                                         | 82–73 | Senegal |                                                               |
|                     | Parciales: 23 - 18, 14 - 15, 23 - 19, 22 - 21 |       |         |                                                               |
|                     |                                               |       |         | Árbitros: Miguel Pérez Pérez Tonton Banza Kalume Carlos Julio |

### Final
| 30 de agosto, 21:00 | Angola                                                         | 65–74                | Nigeria                                                      |                                                         |  |
|                     | Parciales: 13 - 10, 11 - 27, 12 - 14, 29 - 23                  |                      |                                                              |                                                         |  |
|                     | Estadísticas Carlos Morais 15 Yanick Moreira 6 Armando Costa 4 | Reporte Pts Reb Asts | Estadísticas 19 Chamberlain Oguchi 12 Alade Aminu 3 Ben Uzoh | Árbitros: Damir Javor Joseph Bissang Mathurin N'guessan |  |

## Posiciones finales
| Pos  | Equipo                   | Pts | PG | PP | PF  | PC  | Dif  |
| ---- | ------------------------ | --- | -- | -- | --- | --- | ---- |
| 1.°  | Nigeria                  | 13  | 6  | 1  | 578 | 447 | 131  |
| 2.°  | Angola                   | 12  | 5  | 2  | 493 | 462 | 31   |
| 3.°  | Túnez                    | 13  | 6  | 1  | 484 | 425 | 59   |
| 4.°  | Senegal                  | 12  | 5  | 2  | 543 | 496 | 47   |
| 5.°  | Egipto                   | 13  | 6  | 1  | 542 | 434 | 108  |
| 6.°  | Argelia                  | 10  | 3  | 4  | 508 | 517 | -9   |
| 7.°  | Malí                     | 10  | 3  | 4  | 464 | 459 | 5    |
| 8.°  | Gabón                    | 8   | 1  | 6  | 469 | 600 | -131 |
| 9.°  | Camerún                  | 8   | 3  | 2  | 399 | 345 | 54   |
| 10.° | Cabo Verde               | 8   | 3  | 2  | 363 | 355 | 8    |
| 11.° | Mozambique               | 7   | 2  | 3  | 350 | 398 | -48  |
| 12.° | Costa de Marfil          | 7   | 2  | 3  | 321 | 348 | -27  |
| 13.° | Marruecos                | 6   | 1  | 4  | 374 | 373 | 1    |
| 14.° | República Centroafricana | 6   | 1  | 4  | 310 | 360 | -50  |
| 15.° | Uganda                   | 6   | 1  | 4  | 290 | 378 | -88  |
| 16.° | Zimbabue                 | 5   | 0  | 5  | 310 | 401 | -91  |

## Estadísticas finales
| Máximos anotadores | Máximos anotadores | Máximos anotadores | Máximos anotadores |
| Jugador            | Equipo             | Anotaciones        | PJ                 |
| ------------------ | ------------------ | ------------------ | ------------------ |
| Gorgui Dieng       | Senegal            | 160                | 7                  |
| Mohamed Harat      | Argelia            | 118                | 7                  |
| Chamberlain Oguchi | Nigeria            | 116                | 7                  |
| Antoine Mendy      | Senegal            | 114                | 7                  |
| Carlos Morais      | Angola             | 102                | 7                  |
| Jeff Xavier        | Cabo Verde         | 98                 | 5                  |

| Más rebotes         | Más rebotes | Más rebotes | Más rebotes |
| Jugador             | Equipo      | Reb         | PJ          |
| ------------------- | ----------- | ----------- | ----------- |
| Gorgui Dieng        | Senegal     | 104         | 7           |
| Olaseni Lawal       | Nigeria     | 63          | 7           |
| Alade Aminu         | Nigeria     | 59          | 7           |
| Assem Marei         | Egipto      | 59          | 7           |
| Makram Ben Romdhane | Túnez       | 51          | 7           |
| Rodrigo Mascarenhas | Cabo Verde  | 50          | 7           |

| Más asistencias   | Más asistencias | Más asistencias | Más asistencias |
| Jugador           | Equipo          | As              | PJ              |
| ----------------- | --------------- | --------------- | --------------- |
| Xane Dalmeida     | Senegal         | 52              | 7               |
| Mustapha Khalfi   | Marruecos       | 30              | 5               |
| Souleyman Diabate | Costa de Marfil | 29              | 5               |
| Mounir Benzegala  | Argelia         | 26              | 7               |
| Gorgui Dieng      | Senegal         | 26              | 7               |
| Kamal Khalfi      | Egipto          | 23              | 7               |

## Clasificados

### Clasificados a Río 2016
| Nigeria Campeón del torneo |

### Al preolímpico
| Angola Subcampeón del torneo | Túnez Tercero del torneo | Senegal Cuarto del torneo |

## Galardones
- MVP :

 Chamberlain Oguchi (NGR)
- Quinteto ideal :

 Makrem Ben Romdhane (TUN)
 Chamberlain Oguchi (NGR)
 Al-Farouq Aminu (NGR)
 Carlos Morais (ANG)
 Gorgui Dieng (SEN)